# Stenotabanus fenestra
Stenotabanus fenestra är en tvåvingeart som först beskrevs av Samuel Wendell Williston  1887.  Stenotabanus fenestra ingår i släktet Stenotabanus och familjen bromsar.
Artens utbredningsområde är Dominikanska republiken. Inga underarter finns listade i Catalogue of Life.